# Jani Virk
Jani Virk (ur. 1962 r. w Lublanie) – słoweński pisarz, poeta, eseista, tłumacz (m.in. Thomasa Bernharda i Mistrza Eckharta). Należał do młodzieżowej reprezentacji narciarskiej. Ukończył komparatystykę i filologię germańską. Przez kilka lat mieszkał i pracował w Düsseldorfie, Chicago i Londynie. Jani Virk był głównym redaktorem czasopisma Literatura (1988-1989), dziennika Słoweniec, a obecnie jest redaktorem telewizyjnym i dziennikarzem w TV Słowenia, gdzie jest odpowiedzialny za dział kulturalny.

## Dzieła
- Preskok (1987 – krótka proza)
- Rahela (1989 – powieść)
- Tečava čez polje (1990 – wiersze)
- Vrata in druge zgodbe (1991 – opowiadania)
- Na robu resničnosti (1992 – eseje)
- Moški nad prepadom (1994 – nowele)
- Potres (1995 – kronika)
- Zadnja Sergijeva skušnjava (1996 – powieść)
- Smeh za leseno pregrado (Śmiech za drewnianą przegrodą, 2000 – powieść)
- Poletje na snegu (2003 – powieść)

W sumie Jani Virk opublikował trzy powieści, cztery zbiory opowiadań, jeden tom poezji i zbiór esejów.
W języku polskim możemy przeczytać tylko jedną książka Śmiech za drewnianą przegrodą- Smeh za leseno pregrado, która została przetłumaczona przez Joannę Pomorską.